# Raj Hundal
Raj Hundal (* 30. September 1981 in London) ist ein englischer Poolbillardspieler indischer Abstammung. 
Seinen größten internationalen Erfolg konnte er mit dem Sieg des World Pool Masters 2005 feiern. Auch 2006 schaffte er es bei diesem Turnier noch einmal bis ins Halbfinale. Sein bestes Ergebnis bei Weltmeisterschaften waren geteilte 17. Plätze bei der WPA-9-Ball-Weltmeisterschaft 2005 und 2011 sowie der WPA-14-und-1-endlos-Weltmeisterschaft 2008.
Außerdem vertrat er Europa bislang einmal beim Mosconi Cup (2005). Sein Spitzname in der Billardszene ist The Hitman.